# Deniss Karpak
Deniss Karpak (Tallin, URSS, 18 de julio de 1986) es un deportista estonio que compitió en vela en las clases Laser y Finn.
Ganó una medalla de bronce en el Campeonato Mundial de Laser de 2007 y una medalla de bronce en el Campeonato Europeo de Finn de 2025.

## Palmarés internacional
| Campeonato Mundial | Campeonato Mundial | Campeonato Mundial | Campeonato Mundial |
| Año                | Lugar              | Medalla            | Clase              |
| ------------------ | ------------------ | ------------------ | ------------------ |
| 2007               | Cascaes (Portugal) | Medalla de bronce  | Laser              |

| Campeonato Europeo | Campeonato Europeo | Campeonato Europeo | Campeonato Europeo |
| Año                | Lugar              | Medalla            | Clase              |
| ------------------ | ------------------ | ------------------ | ------------------ |
| 2025               | Nápoles (Italia)   | Medalla de bronce  | Finn               |